# メイガン・ヘファーン
メイガン・ヘファーン（Meghan Heffern、1983年10月3日 - ）は、カナダの女優。

## 出演作品
- クロエ
- アメリカン・パイ in ハレンチ課外授業
- 巨大毒蟲の館
- もしも君に恋したら。 The F Word (2013)
- 現地(にいない)特派員 Special Correspondents (2016)